# Największe linie lotnicze na świecie
Jest wiele metod podzielenia linii lotniczych na wielkość. Oto niektóre z nich.

## Ze względu na pasażerów

### Ze względu na liczbę przewiezionych pasażerów

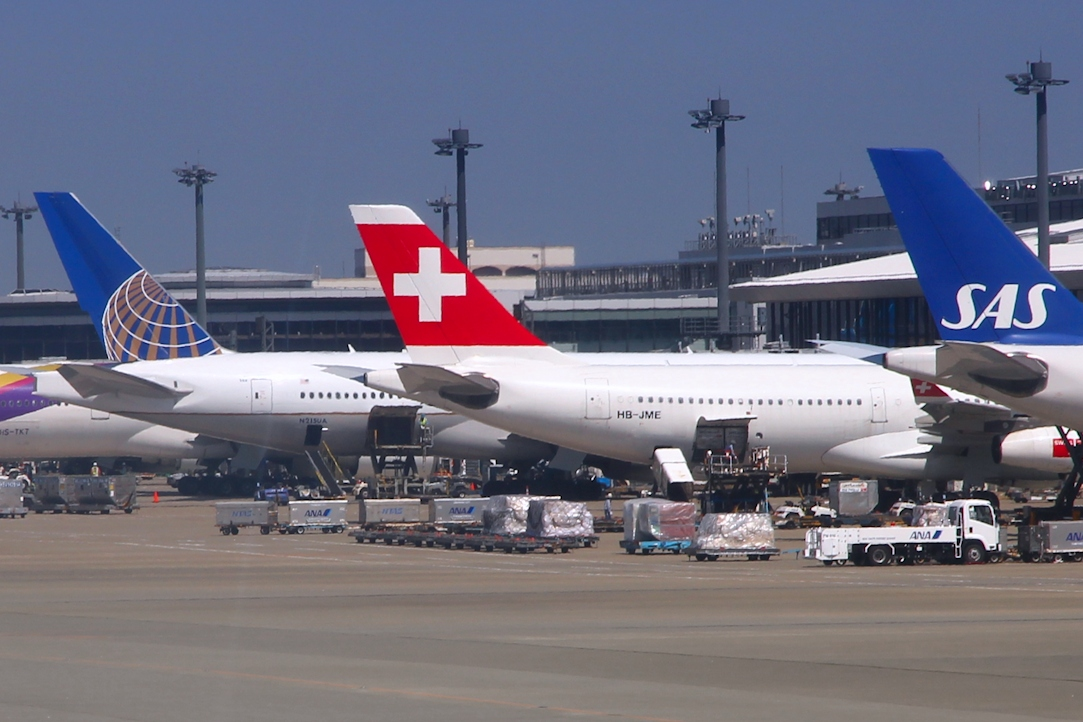
Samoloty United Airlines i Swiss International Air Lines (grupa Lufthansa na lotnisku Tokio Narita

| Pozycja | Linia lotnicza          | 2011 (w tysiącach) | 2010 (w tysiącach) | 2009 (w tysiącach) | 2008 (w tysiącach) | 2007 (w tysiącach) | 2006 (w tysiącach) | 2005 (w tysiącach) |
| ------- | ----------------------- | ------------------ | ------------------ | ------------------ | ------------------ | ------------------ | ------------------ | ------------------ |
| 1       | Delta Air Lines         | 161 379            | 162 614            | 161 049            | 106 070            | 72 900             | 73 584             | 86 007             |
| 2       | United Airlines         | 141 799            | 145 550            | 81 421             | 86 412             | 68 400             | 69 265             | 66 717             |
| 3       | Southwest Airlines      | 135 274            | 130 948            | 101 339            | 101 921            | 101 911            | 96 277             | 88 380             |
| 4       | American Airlines       | 106 013            | 105 163            | 85 719             | 92 772             | 98 162             | 99 835             | 98 038             |
| 5       | Lufthansa Group         | 100 602            | 90 173             | 76 543             | 70 543             | 66 100             | 53 400             | 51 300             |
| 6       | China Southern Airlines | 80 674             | 76 500             | 66 280             | 57 961             | 56 900             | 48 512             | 43 228             |
| 7       | Ryanair                 | 76 400             | 80 553             | 66 503             | 58 565             | 50 931             | 42 509             | 34 768             |
| 8       | Air France-KLM          | 75 780             | 70 750             | 71 394             | 73 844             | 74 795             | 73 484             | 70 015             |
| 9       | China Eastern Airlines  | 68 724             | 64 877             | 44 042             | 37 231             | 39 161             | 35 039             | 24 290             |
| 10      | US Airways              | 60 854             | 59 809             | 58 921             | 62 659             | 66 056             | 66 102             | 71 580             |

### Ze względu na liczbę pasażerów przewiezionych międzynarodowo (z jednego kraju do innego)
| Pozycja | Linia lotnicza    | 2011 (w tysiącach) |
| ------- | ----------------- | ------------------ |
| 1       | Ryanair           | 76,422             |
| 2       | Lufthansa         | 49,755             |
| 3       | //easyJet         | 42,028             |
| 4       | Emirates          | 32,730             |
| 5       | Air France        | 32,597             |
| 6       | British Airways   | 29,307             |
| 7       | Air Berlin        | 25,825             |
| 8       | KLM               | 25,066             |
| 9       | Delta Airlines    | 21,707             |
| 10      | American Airlines | 20,739             |

### Ze względu na liczbę pasażerów przewiezionych krajowo
| Pozycja | Linia lotnicza          | 2011 (w tysiącach |
| ------- | ----------------------- | ----------------- |
| 1       | Delta Air Lines         | 145,309           |
| 2       | Southwest Airlines      | 134,918           |
| 3       | American Airlines       | 101,673           |
| 4       | China Southern Airlines | 101,673           |
| 5       | United Airlines         | 86,450            |
| 6       | US Airways              | 72,515            |
| 7       | Continental Airlines    | 66,809            |
| 8       | Air China               | 58,540            |
| 9       | China Eastern Airlines  | 54,132            |
| 10      | JetBlue Airways         | 42,148            |

## Ze względu na liczbę przelecianych kilometrów

### Ze względu na liczbę przebytych kilometrów
| Pozycja | Linia lotnicza          | 2011 (w milionach) | 2010 (w milionach) |
| ------- | ----------------------- | ------------------ | ------------------ |
| 1       | United Airlines         | 291,853            | 292,803            |
| 2       | Delta Air Lines         | 269,724            | 266,990            |
| 3       | American Airlines       | 203,485            | 201,881            |
| 4       | Emirates                | 153,264            | 143,660            |
| 5       | Lufthansa               | 140,972            | 129,671            |
| 6       | Air Canada              | 134,918            | 125,581            |
| 7       | Air France              | 133,035            | 125,173            |
| 8       | China Southern Airlines | 121,944            | 110,545            |
| 9       | British Airways         | 116,864            | 105,554            |

### Ze względu na liczbę przelecianych kilometrów międzynarodowo

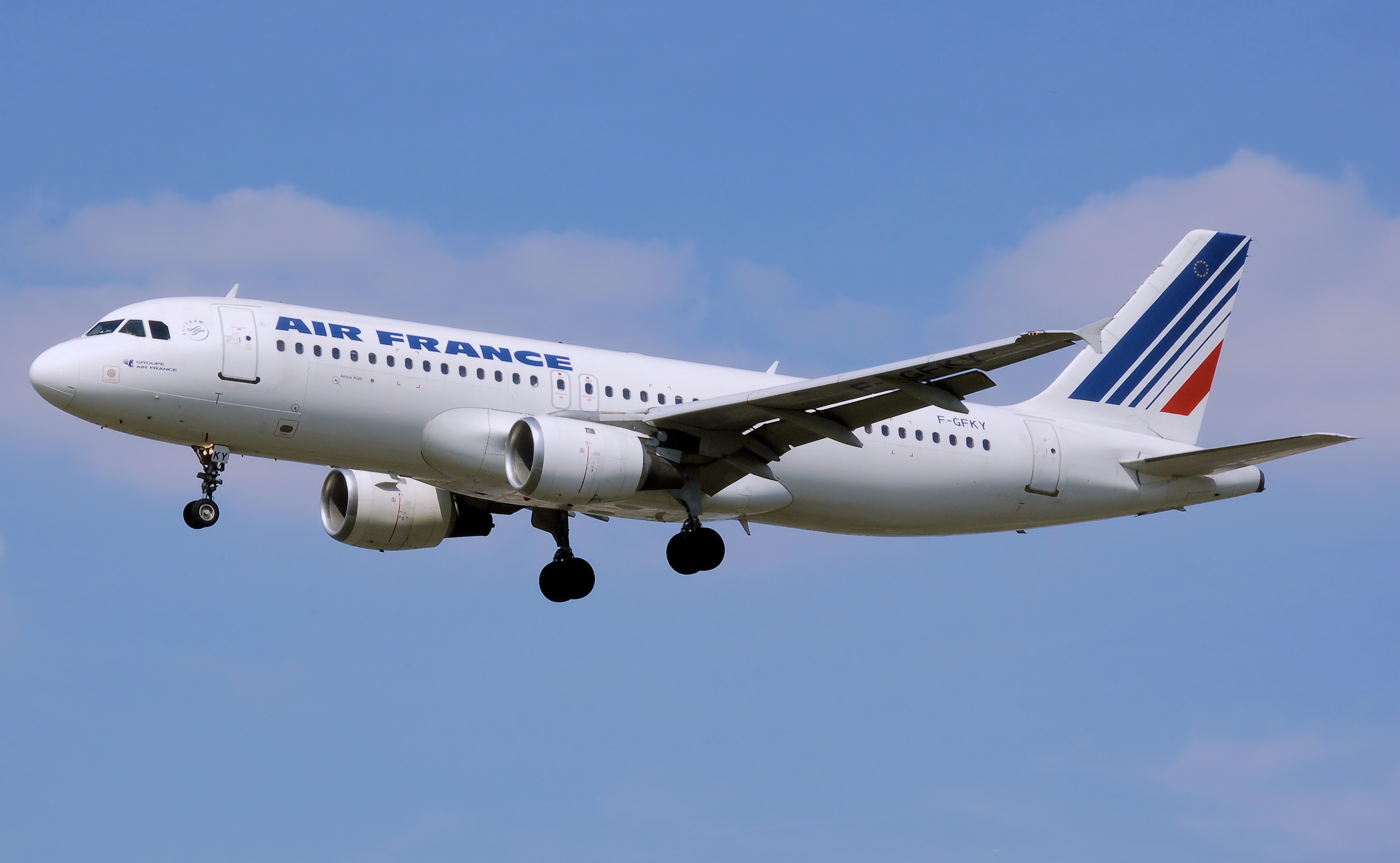
Airbus A320 firmy Air France

| Pozycja | Linia lotnicza     | 2011 (w milionach) |
| ------- | ------------------ | ------------------ |
| 1       | Emirates           | 153,264            |
| 2       | Lufthansa          | 135,479            |
| 3       | Delta Airlines     | 124,415            |
| 4       | Air France         | 123,106            |
| 5       | British Airways    | 114,158            |
| 6       | Ryanair            | 93,858             |
| 7       | Cathay Pacific     | 91,990             |
| 8       | Singapore Airlines | 86,400             |
| 9       | American Airlines  | 83,643             |
| 10      | KLM                | 82,047             |

### Ze względu na liczbę przelecianych kilometrów krajowo
| Pozycja | Linia lotnicza          | 2006 (w milionach) |
| ------- | ----------------------- | ------------------ |
| 1       | American Airlines       | 143,201            |
| 2       | United Airlines         | 114,106            |
| 3       | Southwest Airlines      | 108,935            |
| 4       | Delta Air Lines         | 104,626            |
| 5       | Continental Airlines    | 70,810             |
| 6       | Northwest Airlines      | 64,979             |
| 7       | China Southern Airlines | 59,006             |
| 8       | US Airways              | 43,606             |
| 9       | All Nippon Airways      | 39,586             |
| 10      | JetBlue Airways         | 37,513             |

## Ze względu na ładunek

### Ze względu na liczbę przelecianych kilometrów z ładunkiem

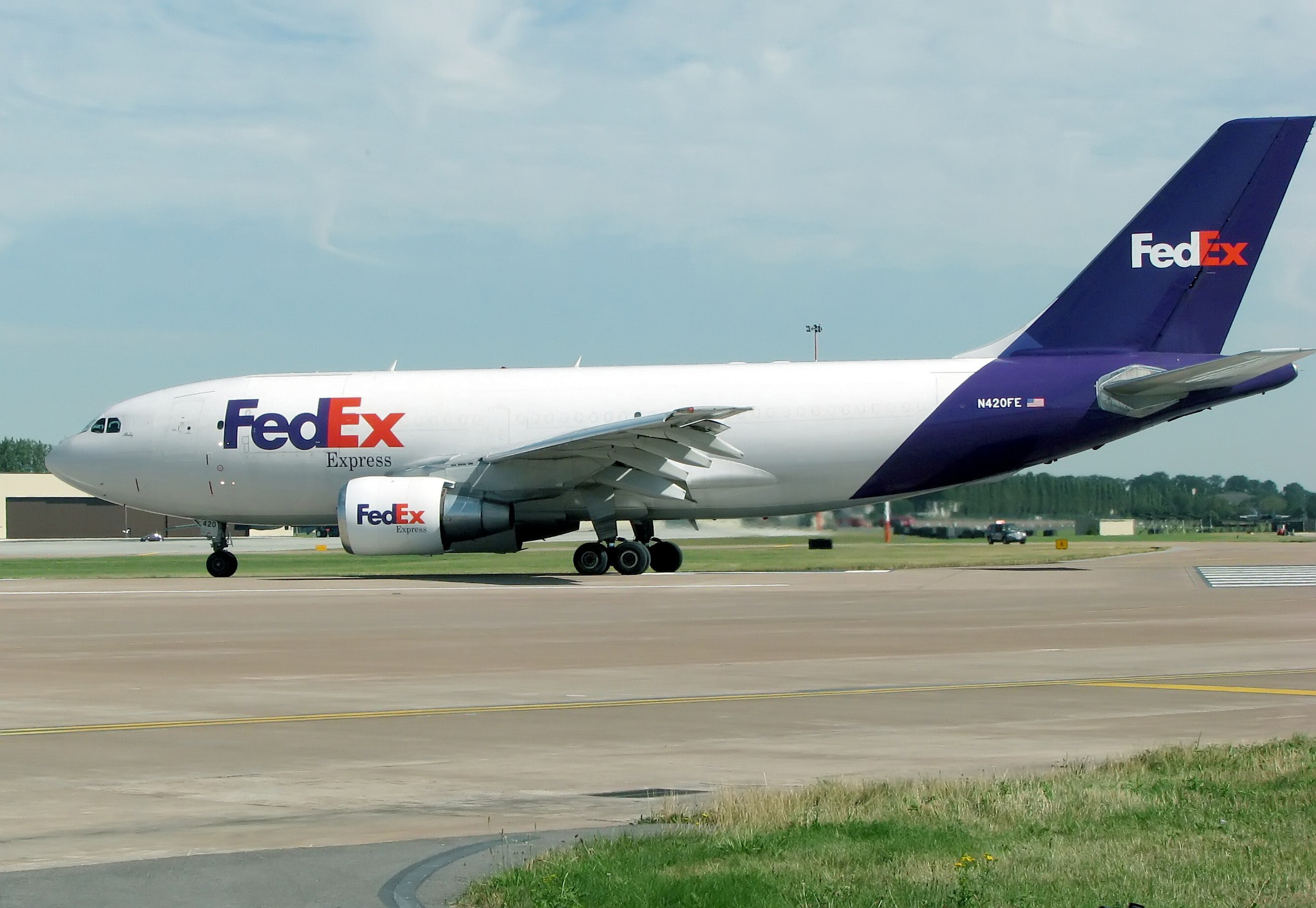
Airbus A310 firmy FedEx.

| Pozycja | Linia lotnicza           | 2010 (w milionach) | 2009 (w milionach) |
| ------- | ------------------------ | ------------------ | ------------------ |
| 1       | FedEx Express            | 15,743             | 15,939             |
| 2       | United Parcel Service    | 10,194             | 10,566             |
| 3       | Cathay Pacific           | 9,587              | 9,109              |
| 4       | Korean Air               | 9,542              | 8,974              |
| 5       | Emirates                 | 7,913              | 8,132              |
| 6       | Lufthansa                | 7,423              | 7,674              |
| 7       | Singapore Airlines Cargo | 7,001              | 7,118              |
| 8       | China Airlines           | 6,410              | 5,411              |
| 9       | Cargolux                 | 5,166              | -                  |
| 10      | EVA Air                  | 4,901              | -                  |

### Ze względu na liczbę przelecianych kilometrów z ładunkiem międzynarodowo

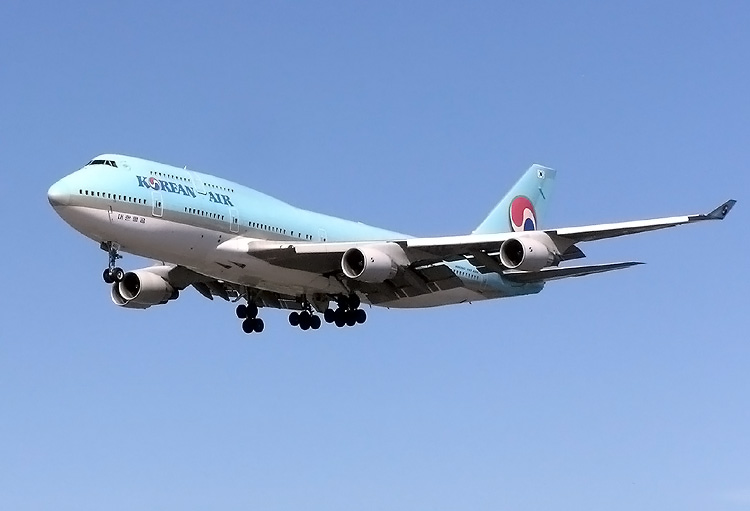
Boeing 747 firmy Korean Air - samolot przewożący i pasażerów i ładunek

| Pozycja | Linia lotnicze           | 2006 (w milionach) |
| ------- | ------------------------ | ------------------ |
| 1       | Korean Air               | 8,680              |
| 2       | Lufthansa Cargo          | 8,077              |
| 3       | Singapore Airlines Cargo | 7,991              |
| 4       | Cathay Pacific           | 6,914              |
| 5       | FedEx Express            | 6,136              |
| 6       | China Airlines           | 6,099              |
| 7       | Air France               | 5,864              |
| 8       | Cargolux                 | 5,237              |
| 9       | EVA Air                  | 5,160              |
| 10      | Emirates                 | 5,027              |

### Ze względu na liczbę przelecianych kilometrów z ładunkiem krajowo
| Pozycja | Airline                 | 2006 (w milionach) |
| ------- | ----------------------- | ------------------ |
| 1       | FedEx Express           | 9,009              |
| 2       | United Parcel Service   | 5,315              |
| 3       | China Southern Airlines | 1,027              |
| 4       | Northwest Airlines      | 890                |
| 5       | Air China               | 706                |
| 6       | China Eastern Airlines  | 560                |
| 7       | American Airlines       | 493                |
| 8       | Delta Air Lines         | 452                |
| 9       | United Airlines         | 417                |
| 10      | All Nippon Airways      | 404                |

## Ze względu na rozmiar floty
(20,01,08)

### Linie lotnicze przewożące pasażerów
| Pozycja | Linia lotnicza               | Rozmiar floty |
| ------- | ---------------------------- | ------------- |
| 1       | American Airlines            | 951           |
| 2       | Delta Air Lines              | 853           |
| 3       | Southwest Airlines           | 740           |
| 4       | United Airlines              | 702           |
| 5       | Lufthansa                    | 696           |
| 6       | / Air France-KLM             | 621           |
| 7       | Ryanair                      | 585           |
| 8       | China Southern Airlines      | 420           |
| 9       | International Airlines Group | 398           |
| 10      | Air Canada                   | 362           |

### Linie lotnicze przewożące ładunki
| Pozycja | Linia lotnicza       | Rozmiar floty |
| ------- | -------------------- | ------------- |
| 1       | FedEx Airlines       | 654           |
| 2       | DHL                  | 250           |
| 3       | UPS                  | 230           |
| 4       | TNT Express          | 46            |
| 5       | Korean Air           | 26            |
| 6       | Cathay Pacific       | 26            |
| 7       | China Airlines       | 21            |
| 8       | Lufthansa Cargo      | 18            |
| 9       | China Cargo Airlines | 18            |
| 10      | Cargolux             | 15            |

## Ze względu na region

### Ze względu na liczbę przewiezionych pasażerów
| Kontynent           | Linia lotnicza          | Liczba przewiezionych pasażerów |
| ------------------- | ----------------------- | ------------------------------- |
| Afryka              | EgyptAir                | 9,517,000 (2010)                |
| Ameryka Południowa  | TAM Linhas Aéreas       | 34,553,000 (2010)               |
| Ameryka Północna    | Delta Air Lines         | 163,838,348 (2011)              |
| Australia i Oceania | Qantas Group            | 43,336,000 (2010)               |
| Azja                | China Southern Airlines | 76,455,100 (2010)               |
| Europa              | Lufthansa               | 106,335,000 (2011)              |